# 哈洛克 (明尼苏达州)
哈洛克（英語：Hallock）是一個位於美國明尼蘇達州基特遜縣的都市。根據2010年美國人口普查，該地共人口981人，而該地的面積約為5.44平方千米。同時該地也是基特遜縣的縣治。

## 地理
哈洛克的座標為48°46′20″N 96°56′38″W / 48.77222°N 96.94389°W，而該地的平均海拔高度為249米（即817英尺）。